# Halichondria poa
Halichondria poa är en svampdjursart som först beskrevs av de Laubenfels 1947.  Halichondria poa ingår i släktet Halichondria och familjen Halichondriidae.
Artens utbredningsområde är North Carolina. Inga underarter finns listade i Catalogue of Life.